# RISC iX
RISC iX — Unix-подобная операционная система, созданная для компьютеров Acorn Archimedes. В большой степени созданная на базе 4.3BSD, она была первоначально завершена в 1988 году, на год позднее операционной системы Arthur, но раньше RISC OS.

## Особенности
- Оконная система X11 (изначально Release 2) с оконными менеджерами Ardent Window Manager, Tom’s Window Manager и Ultrix Window Manager доступными в комплекте
- Расширения System V для работы с виртуальной памятью, совместимые с «System V Interface Definition»
- Компилятор Си совместимый с ANSI C и pcc (Университет Калифорнии в Беркли)
- Поддержка Network File System версии 3.2 разработки компании Sun
- ассемблер для ARM

В более поздних версиях системы сервер X11 обновили до версии Release 4, и сертифицировали систему на соответствие «X/Open Portability Guide 3 Base profile».
Собственная файловая система обладала прозрачным механизмом сжатия исполняемых файлов, что давало преимущество при аппаратном ограничении страниц памяти в 32 Кб и работе с неупорядоченными файлами. Кроме того, консоль обладала механизмом копирования текста с помощью двух курсоров, похожим на такой же в более ранних 8-битных компьютерах BBC Micro.

## Распространение
RISC iX предустанавливалась на новые компьютеры или устанавливалась на месте использования с переносного стримера производства Granada Microcare, которая давала установочную магнитную ленту вместе с устройством. Стоимость составляла 1000 фунтов.
Можно было сделать резервную копию ядра установленной системы на 3 дискеты, для будущего восстановления.

## Поддерживаемое аппаратное обеспечение

### Модели компьютеров

#### M4
Никогда не выпускавшаяся машина, созданная внутри Acorn для разработки RISC iX. Считается, что было создано всего 3 экземпляра, один из которых впоследствии был уничтожен. Все известные экземпляры принадлежат британскому Национальному музею вычислений.

#### Промышленная издательская система A680
Не выпущенная, но имевшая множество прототипов, A680 имела процессор ARM2, 8 Мб ОЗУ и жёсткий диск объёмом 67 Мб, подключенный через контроллер SCSI на материнской плате (ни одна другая машина от Acorn не имела интегрированного контроллера SCSI). Вероятно, что основной причиной, того что машина так никогда и не была выпущена, стал перегрев контроллера SCSI.

#### R140
Созданная на основе A440, R140 имела процессор ARM2 8 МГц, 4 Мб ОЗУ и жёсткий диск объёмом 47 Мб, позднее заменённый на 56 Мб ST-506. Поставлялась с зашитой в ПЗУ RISC OS 2, загружала эту ОС, после чего также автоматически могла загрузить RISC iX, полностью вытесняя RISC OS из памяти или, опционально, продолжая исполнять RISC OS. Также в любой момент могла быть перезагружена в RISC iX.
Во время первого выпуска в 1989 году стоимость R140 составляла 3500 фунтов.
Обычный A440 с 4 Мб ОЗУ и соответствующим жёстким диском мог исполнять RISC iX. R140 и A440 были стеснены системой управления памятью, использовавшей страницы объёмом 32 КиБ.

#### R260
Созданная на основе A540, R260 имела процессор ARM3 26 МГц (позднее 33 МГц), 4 Мб ОЗУ (с возможностью расширения до 16 Мб), контроллер SCSI и жёсткий диск объёмом 100 Мб с интерфейсом SCSI (обычно Conner CP30100). Загружалась также как и более ранняя R140. Машина продавалась с адаптером Ethernet.
Система была выпущена в 1990 году по той же цене в 3500 фунтов, что и предшественница.
Должным образом сконфигурированная обычная A540 также могла исполнять RISC iX.

#### R225
R225 была бездисковой версией R260. Ей требовался сетевой файловый сервер или R260 для загрузки.

#### Более поздние модели
RISC iX была несовместима с более поздними машинами серии Archimedes.

### Периферийные устройства
Кроме широко распространённого Ethernet также поддерживалась Econet, сеть собственной разработки Acorn, включая систему пересылки «IP over Econet».